# 舒伦克瓶
舒伦克瓶（英語：Schlenk flask），也称舒仑克管（英語：Schlenk tube），是一种由德国化学家威廉·舒仑克发明的可用于需要隔绝空气的化学反应的反应器皿。